# Sorell
|  | Per a altres significats, vegeu «Sorell (desambiguació)». |

El sorell o sorell blau (Trachurus trachurus) és un peix de la família Carangidae de molta importància comercial.

## Morfologia
- Talla: màxima de 60 cm i comuna entre 10-30 cm.
- Cos fusiforme, allargat, poc elevat i, lleugerament, comprimit.
- Escates petites i cicloides (llises).
- De 66 a 76 escudets a la línia lateral principal; la línia lateral accessòria acaba a prop de l'extrem posterior de la segona aleta dorsal per darrere del radi 20è.
- Rostre obtús.
- Ulls grossos amb pupil·la adiposa, ben desenvolupada.
- Boca grossa, obliqua i terminal; dents petites, en una sola filera.
- Primer arc branquial amb 15-18 branquispines superiors i 41-48 inferiors.
- Dues aletes dorsals, la primera formada per espines, la segona amb una espina i la resta per radis tous.
- Anal, relativament curta, amb 3 espines, tot i que les dues primeres són sovint poc visibles i queden incloses a la pell; la resta està formada per radis tous.
- Les pectorals, falciformes.
- La caudal, forcada.
- Coloració del dors negre blavós, amb els flancs argentats i el ventre blanquinós.
- Té una petita taca negra a la vorera superior de l'opercle.
- Les aletes són de grises a vermelloses.

## Comportament
Espècie pelàgica migradora litoral. Forma grans bancs prop de la superfície i la línia de costa.
Els joves solen estar associats amb meduses, així com als objectes flotants.

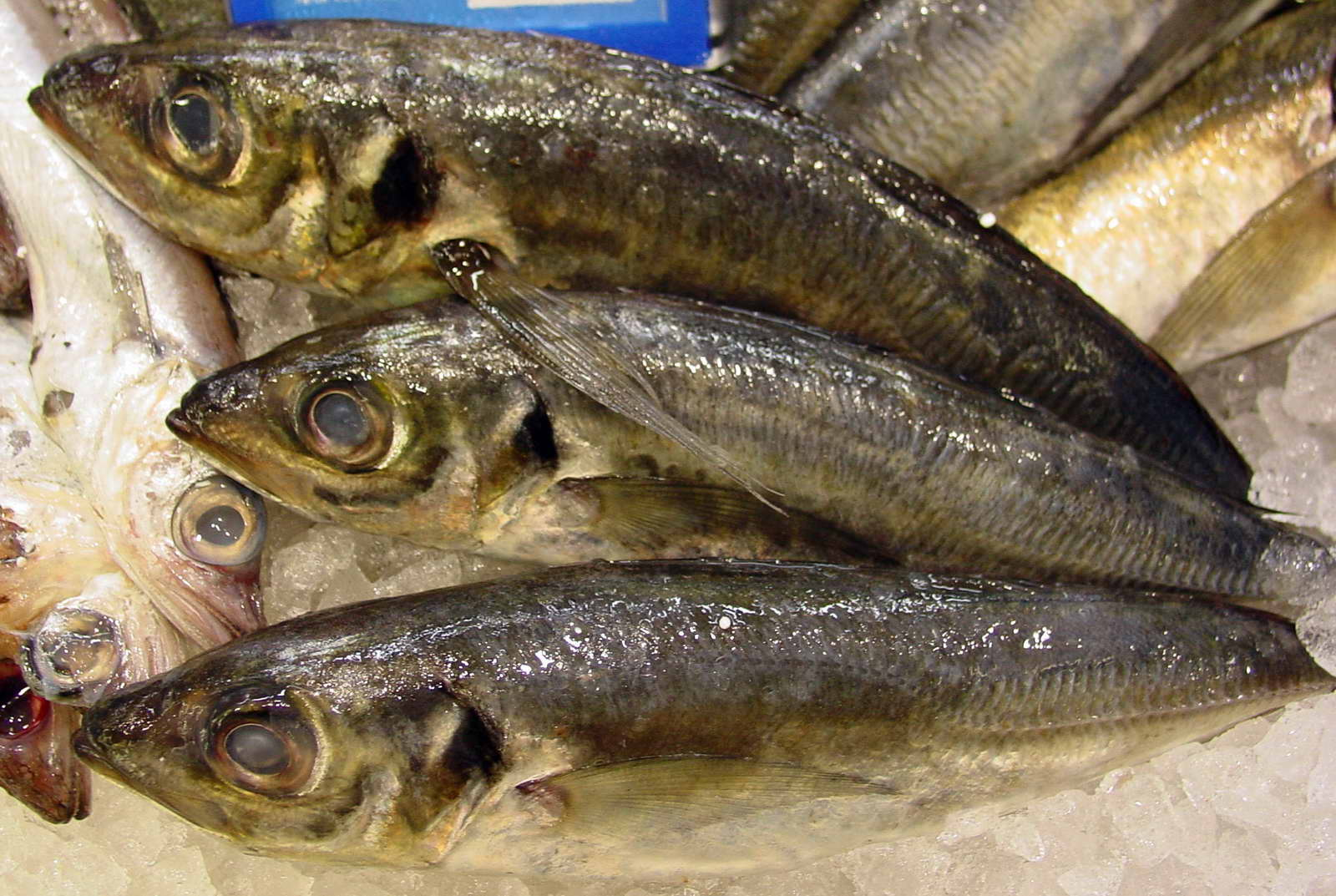
Sorells.

## Alimentació
S'alimenta de petits peixos, crustacis i calamars.

## Reproducció
Arriba a la maduresa sexual quan té una longitud de forcadura de 20 cm. La reproducció té lloc de gener a abril.

## Distribució geogràfica
Es troba a tota la Mediterrània (rarament a la mar Negra) i a l'Atlàntic oriental (des d'Islàndia fins al Senegal, incloent-hi les illes Madeira, Canàries i Cap Verd).

## Pesca
Pesca industrial, semiindustrial, artesanal i esportiva. Es captura amb arts de platja, tremalls, encerclament, volantí, palangres i de ròssec.
Es tracta d'una espècie popular de preu relativament baix.
A la Mediterrània hi ha dues espècies més del mateix gènere (Trachurus mediterraneus i Trachurus picturatus), amb les quals s'acostuma a confondre.